# Tibetische Schrift
Die tibetische Schrift gehört zu den indischen Schriften. Wie diese ist sie eine Zwischenform aus Alphabet- und Silbenschrift, eine sogenannte Abugida. Durch ihre Silbenstruktur unterscheidet sie sich aber grundlegend von den anderen indischen Schriften. Die tibetische Schrift wird hauptsächlich zur Schreibung der tibetischen Sprache in Tibet, des Dzongkha in Bhutan sowie des Bhoti im indischen Unionsterritorium Ladakh verwendet. Sie ist die Schrift, in der die heiligen Texte der tibetischen Buddhisten abgefasst sind.

## Geschichte

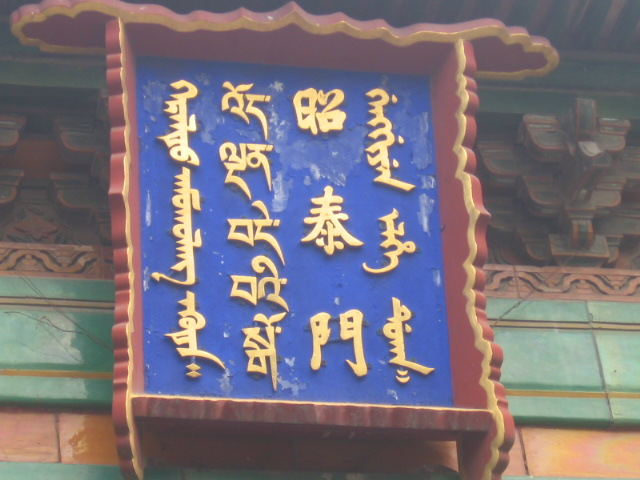
mongolische, tibetische, chinesische und mandschurische Schrift im Lamatempel von Peking

Wie viele andere indische Schriften hat die tibetische Schrift ihren Ursprung in der Brahmi-Schrift, die erstmals im 3. Jahrhundert v. Chr. belegt ist. Aus dieser Schrift entwickelten sich im Laufe der Zeit zahlreiche regionale Varianten, die sich teilweise stark unterscheiden.
Die Erfindung der tibetischen Schrift wird traditionell Thonmi Sambhota zugeschrieben. Dieser soll im Jahr 632 n. Chr. auf Befehl des Königs von Tibet Songtsen Gampo nach Nordindien (wahrscheinlich nach Kaschmir) geschickt worden sein, um die dortige Schrift zu erlernen und an die tibetische Sprache anzupassen. Die dadurch entstandene tibetische Schrift basiert nach heutigen Erkenntnissen auf der Gupta-Schrift.
Obwohl diese Erzählung noch weit verbreitet ist, wird zunehmend bezweifelt, dass Thonmi Sambhota wirklich die tibetische Schrift erfunden hat. In tibetischen Annalen, die in Dunhuang entdeckt wurden, steht geschrieben, dass im Jahr 655 die buddhistischen Texte übersetzt seien, was angesichts der Zeitspanne jedoch kaum so kurz nach der Erfindung der Schrift erfolgt sein kann. Außerdem wurde im indischen Gopalpur eine Inschrift in einer der tibetischen fast gleichen Schrift gefunden, die auf das Jahr 500 n. Chr., also weit vor der angeblichen Erfindung der tibetischen Schrift, datiert wurde.
Die älteste erhaltene tibetische Inschrift ist die Zhöl-Inschrift (zhol rdo rings phyima ཞོལ་རྡོ་རིངས་ཕྱི་མ་, »äußere Stele von Zhöl«) aus dem Jahr 763.
Auf der Grundlage der tibetischen Schrift entstand im 17. Jahrhundert die Lepcha-Schrift. Die Buchstabenformen der Phagspa-Schrift sind ebenfalls aus der tibetischen Schrift abgeleitet. Seit 1992 gibt es mit der tibetischen Brailleschrift eine Übertragung der tibetischen Schrift auf Brailleschrift.

## Schriftschnitte
Der ältere Duktus dieser Schrift དབུ་ཅན dbu can („mit Kopf“) aus dem 7. Jahrhundert ist bis heute die gebräuchliche Druckschrift. Er ist in den Formen der Gupta-Inschriften äußerst ähnlich. Die als Schreibschrift gebräuchliche དབུ་མེད dbu med („ohne Kopf“) kam erst um das 12. Jahrhundert auf. Es gibt zahlreiche unter dem Begriff dbu med zu fassende Schreibschriften; zu den bekanntesten Vertretern zählen die འབྲུ་ཚ 'bru tsha und die འཁྱུག་ཡིག 'khyug yig. Der Unterschied zwischen den beiden Schriftarten liegt darin, dass die dbu can eine Oberlinie (einen Kopf) hat, die bei der etwas kursiveren dbu med fehlt.

## Verwendung
Die tibetische Schrift wird überwiegend für zwei nah verwandte Sprachen verwendet: die tibetische Sprache, offizielle Sprache im Autonomen Gebiet Tibet der Volksrepublik China, sowie das Dzongkha, die Amtssprache von Bhutan. Für den Großteil der Dialekte des Tibetischen wie die Ladakhische Sprache oder auch das Sherpa wird ebenfalls die tibetische Schrift gebraucht. Für das Balti, welches heute mit der arabischen Schrift geschrieben wird, wird ein Wechsel zur tibetischen Schrift ebenfalls in Erwägung gezogen, hierzu müssten aber zusätzliche Buchstaben geschaffen werden, da nicht alle Laute des Balti durch die vorhandenen tibetischen Schriftzeichen dargestellt werden können.

## Funktionsprinzip

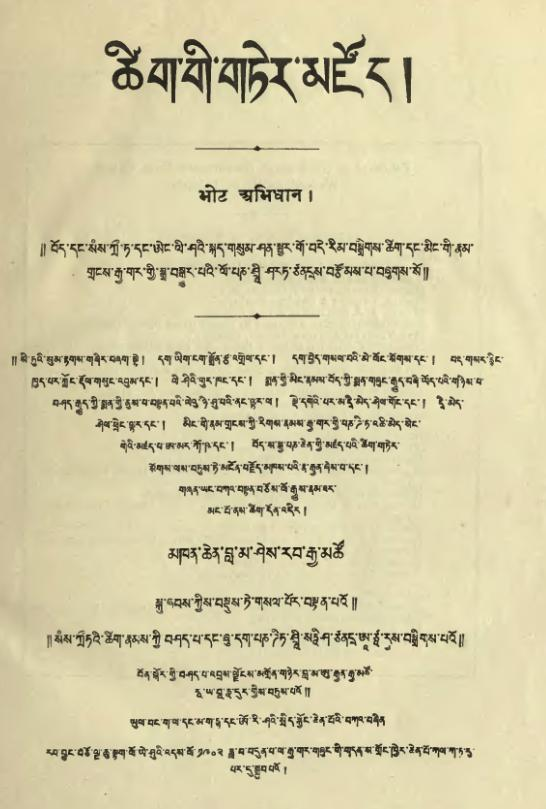
Titelseite eines tibetisch-englischen Wörterbuchs

Wie bei den anderen indischen Schriften handelt es sich bei der tibetischen Schrift um eine Zwischenform aus Alphabet und Silbenschrift, eine sogenannte Abugida. Bei einer Abugida hat jeder Konsonant, der kein Vokalzeichen besitzt, den inhärenten Vokal a. Dieser inhärente Vokal lässt sich durch das Hinzufügen von Vokalzeichen ändern, die über oder auch unter dem Konsonantenzeichen positioniert werden. Der Konsonant ཀ ist damit ein ka, ཀི hingegen ein ki. Die tibetische Schrift wird von links nach rechts geschrieben und unterscheidet nicht zwischen Groß- und Kleinbuchstaben.
Als großer Unterschied zu den anderen indischen Schriften werden die Silben in der tibetischen Schrift durch ein Zeichen namens ཚེག tsheg abgetrennt, das in etwa wie ein kleines Dreieck aussieht und sich auf Höhe der Oberlinie befindet. In einer Silbe können nach den Regeln der tibetischen Orthographie Anlaut, Grundbuchstabe gegebenenfalls mit Vokalzeichen und ein Auslaut vorkommen. So besteht z. B. das Wort བདུད bdud („Dämon“) aus dem Anlaut b, dem Grundbuchstaben du und dem Auslaut d. Die An- und Auslaute werden in modernem Tibetisch in der Regel nicht mehr gesprochen, jedoch weiterhin geschrieben.
Ein weiterer Unterschied zu anderen indischen Schriften ist, dass die Ligaturen für Konsonantencluster ausschließlich vertikal von oben nach unten geschrieben werden, und nie horizontal von links nach rechts wie beispielsweise bei den meisten Ligaturen in Devanagari.

## Vokale
Verglichen mit den anderen indischen Schriften verfügt die tibetische Schrift nur über wenige Vokale, was darauf zurückzuführen ist, dass im klassischen Tibetisch die Vokallänge nicht bedeutungsunterscheidend war.
Die tibetische Schrift besitzt im Gegensatz zu den anderen indischen Schriften keine selbständigen Vokalzeichen. Um einzelne Vokale ohne zugehörigen Konsonanten darzustellen, wird daher das Zeichen ཨ benutzt. Dieser dient als eine Art Vokalträger, da es selber keinen Lautwert besitzt, aber jeden der vier Vokalzeichen oder auch den inhärenten Vokal a tragen kann.
Die tibetische Schrift kennt ebenso keine Zeichen für Diphthonge, diese lassen sich allerdings behelfsmäßig mit dem Konsonanten འ ' bilden, zum Beispiel um fremde Eigennamen in der tibetischen Schrift darzustellen.
| Zeichen | Transliteration | Lautwert |
| ------- | --------------- | -------- |
| ཨ       | a               | [⁠a⁠]      |
| ཨི       | i               | [⁠i⁠]      |
| ཨུ       | u               | [⁠u⁠]      |
| ཨེ       | e               | [⁠e⁠]      |
| ཨོ       | o               | [⁠o⁠]      |

## Konsonanten

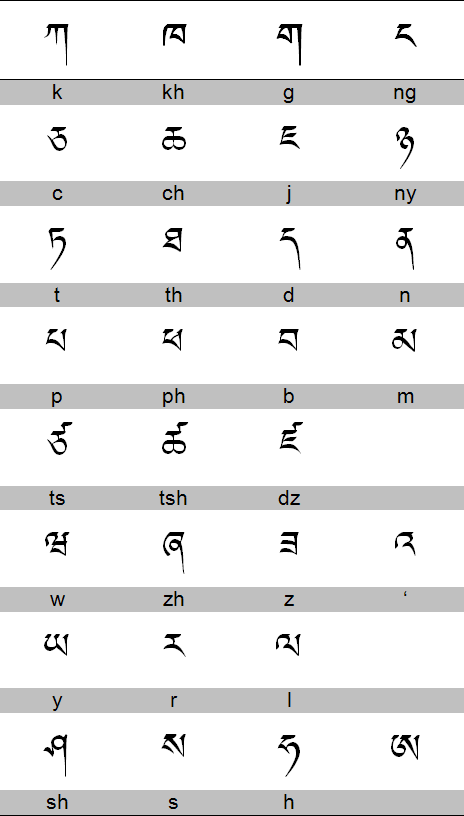
Konsonantentabelle der tibetischen Schrift

Die tibetische Schrift besitzt 30 Konsonantenzeichen (einschließlich des Vokalträgers, welcher selber keinen Laut darstellt). Die Transliteration wird in dieser Tabelle ohne den inhärenten Vokal a dargestellt, der normalerweise immer vorhanden ist, wenn der Konsonant kein Vokalzeichen besitzt.
Die Buchstaben ཙ ts, ཚ tsh und ཛ dz entstanden durch die Hinzufügung eines kleinen Hakens namens ཙ་འཕྲུ tsa 'phru an die jeweiligen Buchstaben ཅ c, ཆ ch und ཇ j, da sie keine Entsprechungen in anderen indischen Schriften finden. Das tsa 'phru wird manchmal auch – ähnlich wie das indische Nukta – benutzt, um weitere Schriftzeichen zur Darstellung von Fremdwörtern zu erstellen, etwa ཕ༹ f aus ཕ ph oder བ༹ v aus བ b. Diese Laute werden heute meist durch Konsonantencluster dargestellt, so schreibt man zum Beispiel für das f ཧྥ h+ph. Das Zeichen ཝ w entstand erst später, um Fremdwörter aus dem Sanskrit schreiben zu können, die mit diesem Buchstaben beginnen.
Der Konsonant འ ', in der tibetischen Sprache ཨ་ཆུང a chung genannt („kleines a“, im Gegensatz zum ཨ, welcher ཨ་ཆེན a chen „großes a“ genannt wird), hat keinen Lautwert. Er steht üblicherweise als Vokalträger im In- und Auslaut, kann aber auch wie das ཨ als Grundbuchstabe vorkommen.
| Zeichen | Transliteration | Lautwert |
| ------- | --------------- | -------- |
| ཀ       | k               | [⁠k⁠]      |
| ཁ       | kh              | [kʰ]     |
| ག       | g               | [⁠ɡ⁠]      |
| ང       | ng              | [⁠ŋ⁠]      |
| ཅ       | c               | [tɕ]     |
| ཆ       | ch              | [tɕʰ]    |
| ཇ       | j               | [dʑ]     |
| ཉ       | ny              | [⁠ɲ⁠]      |
| ཏ       | t               | [⁠t⁠]      |
| ཐ       | th              | [tʰ]     |
| ད       | d               | [⁠d⁠]      |
| ན       | n               | [⁠n⁠]      |
| པ       | p               | [⁠p⁠]      |
| ཕ       | ph              | [pʰ]     |
| བ       | b               | [⁠b⁠]      |
| མ       | m               | [⁠m⁠]      |
| ཙ       | ts              | [⁠ts⁠]     |
| ཚ       | tsh             | [tsʰ]    |
| ཛ       | dz              | [⁠dz⁠]     |
| ཝ       | w               | [⁠w⁠]      |
| ཞ       | zh              | [⁠ʑ⁠]      |
| ཟ       | z               | [⁠z⁠]      |
| འ       | '               | —        |
| ཡ       | y               | [⁠j⁠]      |
| ར       | r               | [⁠r⁠]      |
| ལ       | l               | [⁠l⁠]      |
| ཤ       | sh              | [⁠ɕ⁠]      |
| ས       | s               | [⁠s⁠]      |
| ཧ       | h               | [⁠h⁠]      |
| ཨ       |                 |          |

## Ligaturen
Im Gegensatz zu den meisten anderen indischen Schriften verschmelzen Konsonantencluster in der tibetischen Schrift nicht in horizontalen Ligaturen, sondern werden vertikal von oben nach unten geschrieben. Dabei entfällt gegebenenfalls die Unterlänge, die Konsonanten selber verändern jedoch ihre Form nicht. Das Vokalzeichen u wird dabei stets unter allen Konsonanten geschrieben. So entsteht zum Beispiel aus den Konsonanten ས s und ད d und dem Vokalzeichenུ u der Konsonantencluster སྡུ sdu. In modernem Tibetisch können bis zu drei Konsonanten untereinander geschrieben werden, in klassischen Texten sind teils auch weit größere Ketten anzutreffen.
Allerdings gibt es hier einige Ausnahmen, die beachtet werden müssen:
- Ein ར r am Anfang eines Konsonantenclusters verschmilzt in den allermeisten Fällen mit dem darunterliegenden Konsonanten zu einer Ligatur. Dabei verbindet sich in der Regel der untere Strich des r mit dem oberen Strich des darauffolgenden Konsonanten. Ausnahmen bilden dabei die Cluster རྙ rnya und རླ rla, die keine Ligaturen bilden, sowie rwa, wo das w eine Sonderform annimmt (siehe unten).
- Stehen die Buchstaben ར r, ཡ y oder ཝ w am Ende eines Konsonantenclusters, bilden sie Sonderformen. Ein r am Ende eines Konsonantenclusters wird zu einem Haken nach links. Das y wird zu einem Haken, der erst nach links geht, dann aber bogenförmig nach rechts schweift. w am Ende eines Konsonantenclusters bildet ein kleines hohles Dreieck, das sich an die Unterlänge anhängt; in dieser Position wird es auch Wazur genannt[15] und wird hauptsächlich zur Unterscheidung von Homophonen verwendet, da das Zeichen im modernen Tibetisch verstummt ist.[16]

Die folgende Tabelle zeigt alle genannten Sonderfälle am Beispiel des Konsonanten ཀ ka.
| Zeichen | Transliteration | Lautwert |
| ------- | --------------- | -------- |
| རྐ       | rka             |          |
| ཀྲ       | kra             |          |
| ཀྱ       | kya             |          |
| ཀྭ       | kwa             |          |

## Erweiterungen für das Sanskrit

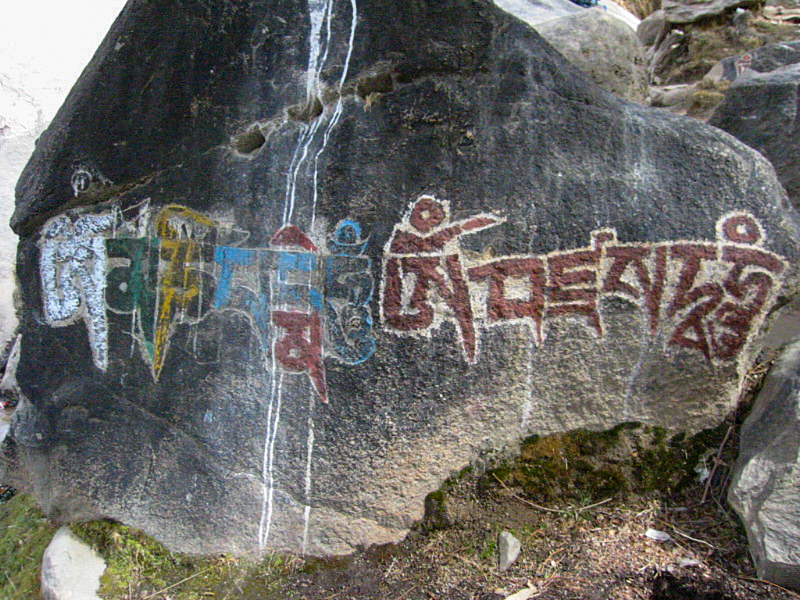
Manistein mit Mantras in tibetischer Schrift

Häufig werden auch Wörter aus dem Sanskrit ins Tibetische übernommen. Um die Laute des Sanskrit auch in der tibetischen Schrift wiedergeben zu können, wurden verschiedene Erweiterungen eingeführt. Diese werden in aller Regel nicht zum tibetischen Alphabet gezählt.

### Vokale
Das Sanskrit unterscheidet im Gegensatz zum Tibetischen zwischen kurzen und langen Vokalen. Um die Vokallänge in der Schrift darzustellen, wird ein verkleinertes འ ' unten rechts an den Konsonanten angehängt. Dieses signalisiert einen langen Vokal und kann mit den normalen Vokalzeichen kombiniert werden.
| Zeichen | Transliteration | Lautwert |
| ------- | --------------- | -------- |
| ཨཱ       | A               |          |
| ཨཱི       | I               |          |
| ཨཱུ       | U               |          |
| ཨཱེ       | E               |          |
| ཨཱོ       | O               |          |

Weiterhin kennt das Sanskrit die Vokale ṛ und ḷ. Um diese Vokale darzustellen, wird eine gespiegelte Form des Vokalzeichens i benutzt. Dieses Zeichen wird stets zusammen mit dem jeweiligen Konsonantenzeichen r oder l verwendet, welches wie bei einem Konsonantencluster unter dem Konsonanten geschrieben wird. Dies kann zusätzlich mit dem Zeichen für Vokallänge kombiniert werden, um langes vokalisches ṝ/ḹ darzustellen. Da bereits ein Konsonant vorhanden ist, wird im Falle, dass vokalisches ṛ/ḷ am Wortanfang auftritt, nicht der Vokalträger ཨ, sondern das jeweilige Konsonantenzeichen r/l benutzt.
| Zeichen | Transliteration | Lautwert |
| ------- | --------------- | -------- |
| རྀ       | r-i             |          |
| རཱྀ       | r-I             |          |
| ལྀ       | l-i             |          |
| ལཱྀ       | l-I             |          |

Die Diphthonge ai und au aus dem Sanskrit werden durch Verdoppelung der entsprechenden Vokalzeichen e und o dargestellt.
| Zeichen | Transliteration | Lautwert |
| ------- | --------------- | -------- |
| ཨཽ       | au              |          |
| ཨཻ       | ai              |          |

### Konsonanten
Das Sanskrit kennt mehr aspirierte Konsonanten als das Tibetische. Die fehlenden aspirierten Konsonanten werden dargestellt, indem der Buchstabe ཧ h unter dem nicht aspirierten Konsonanten geschrieben wird. So wird zum Beispiel der Konsonant gh aus dem Sanskrit in der tibetischen Schrift als གྷ g+ha dargestellt.
Die Zerebrale, die dem Tibetischen fehlen, werden dargestellt, indem die entsprechenden dentalen Konsonanten gespiegelt werden.
| Zeichen | Transliteration | Lautwert |
| ------- | --------------- | -------- |
| ཊ       | T               |          |
| ཋ       | Th              |          |
| ཌ       | D               |          |
| ཎ       | N               |          |
| ཥ       | Sh              |          |

### Sonstige Zeichen
Es wurden auch einige Sonderzeichen übernommen, um Wörter des Sanskrit korrekt darzustellen, die diese Zeichen benutzen. Dazu zählen das Visarga, Anusvara, Chandrabindu, das Virama und das Avagraha.
| Zeichen | Name              | Transliteration | Lautwert                     |
| ------- | ----------------- | --------------- | ---------------------------- |
| ཿ        | Visarga           | H               | aḥ /ḥ/                       |
| ཾ        | Anusvara          | M               | aṃ /ṃ/                       |
| ྃ        | Chandrabindu      | ~M              | aṃ /ṃ/                       |
| ྄        | Virama (srog med) | ?               | unterdrückt den inhär. Vokal |
| ྅       | Avagraha (paluta) | &               | verlängert den Vokal         |

## Satzzeichen
Die tibetische Schrift benutzt eigene Satzzeichen. Abgesehen vom bereits erwähnten tsheg gibt es noch das ཤད shad, einen vertikalen Querstrich, der in mehreren Varianten vorkommt. Ein einzelnes shad schließt einen Absatz ab, zwei aufeinanderfolgende shad einen ganzen Textabschnitt.
Daneben gibt es noch das ༄, genannt ཡིག་མགོ yig mgo („Kopfzeichen“). Dieses diente früher dazu, die Titelseite eines Buches zu markieren, da auf den traditionellen Manuskripten meist nicht ersichtlich ist, welches die Titelseite ist, es wird aber auch in modernen Texten verwendet.
| Zeichen | Name                         | Verwendung                                 |
| ------- | ---------------------------- | ------------------------------------------ |
| ༄       | ཡིག་མགོ་ yig-mgo               | Textanfang                                 |
| ༈       | སྦྲུལ་ཤད། sbrul-shad            | Trennt Themen und Unterthemen              |
| ་       | ཚེག tseg                      | Trennzeichen (Morphemtrenner)              |
| །       | ཆིག་ཤད། chig-shad             | Pause (beendet einen Absatz)               |
| ༎       | ཉིས་ཤད། nyis-shad             | Pause (beendet einen ganzen Textabschnitt) |
| ༒       | བསྡུས་རྟགས། rgya gram shad      | Ende eines Paragraphen in buddh. Texten    |
| ༴       | བསྡུས་རྟགས། bsdus-rtags         | Wiederholung                               |
| ༺       | གུག་རྟགས་གཡོན། gug rtags g.yon  | Linke Klammer                              |
| ༻       | གུག་རྟགས་གཡས། gug rtags g.yas  | Rechte Klammer                             |
| ༼       | ཨང་ཁང་གཡོན་པ། ang-khang g.yon | Linke große Klammer                        |
| ༽       | ཨང་ཁང་གཡས་པ། ang-khang g.yas | Rechte große Klammer                       |
| ༉       | བསྐུར་ཡིག་མགོ། bskur yig mgo     | Listenaufzähler (nur in Dzongkha)          |

## Ziffern
Die tibetische Schrift besitzt eigene Ziffern, die denselben Ursprung haben wie die Ziffern des Devanagari.
| Zahl   | 0 | 1 | 2 | 3 | 4 | 5 | 6 | 7 | 8 | 9 |
| Ziffer | ༠ | ༡ | ༢ | ༣ | ༤ | ༥ | ༦ | ༧ | ༨ | ༩ |

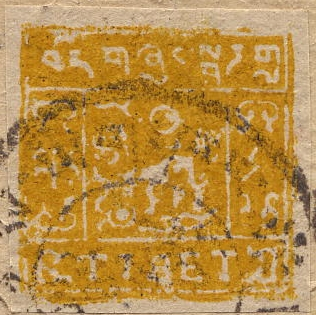
Tibetische 7½-Skar-Briefmarke, angegeben mit dem Zeichen

Es gibt auch sogenannte „halbe Ziffern“. Diese sehen genauso aus wie die normalen Ziffern, haben aber einen diagonalen Querstrich. Sie werden benutzt, um Brüche darzustellen, sind jedoch sehr selten.
| Zahl   | −0,5 | 0,5 | 1,5 | 2,5 | 3,5 | 4,5 | 5,5 | 6,5 | 7,5 | 8,5 |
| Ziffer | ༳    | ༪   | ༫   | ༬   | ༭   | ༮   | ༯   | ༰   | ༱   | ༲   |

## Umschrift
Zur Umschrift der tibetischen Schrift gibt es mehrere Systeme. Die Schwierigkeit besteht darin, zu entscheiden, ob das Schriftbild in der Umschrift dargestellt werden soll oder die Aussprache, da sich beide im Tibetischen erheblich voneinander unterscheiden.
Im Westen etabliert hat sich die Umschrift nach Wylie. Diese ist eine sogenannte Transliteration, d. h., die Umschrift stellt das Schriftbild genau dar, lässt aber nicht auf die Aussprache der Wörter zurückschließen. Ganz im Gegensatz dazu steht die Offizielle Transkription der Volksrepublik China für das Tibetische, welche eine Transkription ist und damit die Aussprache darstellt, aber keinen Rückschluss auf die Schreibweise zulässt. Einen Mittelweg zwischen beiden Systemen stellt die THDL-Transkription dar.

## Tibetisch in Unicode
Unicode kodiert die tibetische Schrift im Unicodeblock Tibetisch im Codebereich U+0F00–U+0FFF.
|     | 0       | 1       | 2       | 3       | 4       | 5       | 6       | 7       | 8       | 9       | A       | B       | C       | D       | E       | F       |
| --- | ------- | ------- | ------- | ------- | ------- | ------- | ------- | ------- | ------- | ------- | ------- | ------- | ------- | ------- | ------- | ------- |
| F00 | ༀ       | ༁       | ༂       | ༃       | ༄       | ༅       | ༆       | ༇       | ༈       | ༉       | ༊       | ་       | ༌       | །       | ༎       | ༏       |
| F10 | ༐       | ༑       | ༒       | ༓       | ༔       | ༕       | ༖       | ༗       | ༘        | ༙        | ༚       | ༛       | ༜       | ༝       | ༞       | ༟       |
| F20 | ༠       | ༡       | ༢       | ༣       | ༤       | ༥       | ༦       | ༧       | ༨       | ༩       | ༪       | ༫       | ༬       | ༭       | ༮       | ༯       |
| F30 | ༰       | ༱       | ༲       | ༳       | ༴       | ༵        | ༶       | ༷        | ༸       | ༹        | ༺       | ༻       | ༼       | ༽       | ༾        | ༿        |
| F40 | ཀ       | ཁ       | ག       | གྷ       | ང       | ཅ       | ཆ       | ཇ       | [ A 1 ] | ཉ       | ཊ       | ཋ       | ཌ       | ཌྷ       | ཎ       | ཏ       |
| F50 | ཐ       | ད       | དྷ       | ན       | པ       | ཕ       | བ       | བྷ       | མ       | ཙ       | ཚ       | ཛ       | ཛྷ       | ཝ       | ཞ       | ཟ       |
| F60 | འ       | ཡ       | ར       | ལ       | ཤ       | ཥ       | ས       | ཧ       | ཨ       | ཀྵ       | ཪ       | ཫ       | ཬ       | [ A 1 ] | [ A 1 ] | [ A 1 ] |
| F70 | [ A 1 ] | ཱ        | ི        | ཱི        | ུ        | ཱུ        | ྲྀ        | ཷ        | ླྀ        | ཹ        | ེ        | ཻ        | ོ        | ཽ        | ཾ        | ཿ        |
| F80 | ྀ        | ཱྀ        | ྂ        | ྃ        | ྄        | ྅       | ྆        | ྇        | ྈ       | ྉ       | ྊ       | ྋ       | ྌ       | ྍ        | ྎ        | ྏ        |
| F90 | ྐ        | ྑ        | ྒ        | ྒྷ        | ྔ        | ྕ        | ྖ        | ྗ        | [ A 1 ] | ྙ        | ྚ        | ྛ        | ྜ        | ྜྷ        | ྞ        | ྟ        |
| FA0 | ྠ        | ྡ        | ྡྷ        | ྣ        | ྤ        | ྥ        | ྦ        | ྦྷ        | ྨ        | ྩ        | ྪ        | ྫ        | ྫྷ        | ྭ        | ྮ        | ྯ        |
| FB0 | ྰ        | ྱ        | ྲ        | ླ        | ྴ        | ྵ        | ྶ        | ྷ        | ྸ        | ྐྵ        | ྺ        | ྻ        | ྼ        | [ A 1 ] | ྾       | ྿       |
| FC0 | ࿀       | ࿁       | ࿂       | ࿃       | ࿄       | ࿅       | ࿆        | ࿇       | ࿈       | ࿉       | ࿊       | ࿋       | ࿌       | [ A 1 ] | ࿎       | ࿏       |
| FD0 | ࿐       | ࿑       | ࿒       | ࿓       | ࿔       | ࿕       | ࿖       | ࿗       | ࿘       | ࿙       | ࿚       | [ A 1 ] | [ A 1 ] | [ A 1 ] | [ A 1 ] | [ A 1 ] |
| FE0 | [ A 1 ] | [ A 1 ] | [ A 1 ] | [ A 1 ] | [ A 1 ] | [ A 1 ] | [ A 1 ] | [ A 1 ] | [ A 1 ] | [ A 1 ] | [ A 1 ] | [ A 1 ] | [ A 1 ] | [ A 1 ] | [ A 1 ] | [ A 1 ] |
| FF0 | [ A 1 ] | [ A 1 ] | [ A 1 ] | [ A 1 ] | [ A 1 ] | [ A 1 ] | [ A 1 ] | [ A 1 ] | [ A 1 ] | [ A 1 ] | [ A 1 ] | [ A 1 ] | [ A 1 ] | [ A 1 ] | [ A 1 ] | [ A 1 ] |

1. 1 2 3 4 5 6 7 8 9  Codepunkt ist nicht zugewiesen

## Schriftbeispiel
Der folgende Text ist die tibetische Übersetzung des ersten Artikels der Allgemeinen Erklärung der Menschenrechte.
| Tibetische Schrift               | འགྲོ་བ་མིའི་རིགས་རྒྱུད་ཡོངས་ལ་ སྐྱེས་ཙམ་ཉིད་ནས་ཆེ་མཐོངས་དང༌། ཐོབ་ཐང་གི་རང་དབང་འདྲ་མཉམ་དུ་ཡོད་ལ། ཁོང་ཚོར་རང་བྱུང་གི་བློ་རྩལ་དང་བསམ་ཚུལ་ བཟང་པོ་འདོན་པའི་འོས་བབས་ཀྱང་ཡོད། དེ་བཞིན་ཕན་ཚུན་གཅིག་གིས་གཅིག་ལ་ བུ་སྤུན་གྱི་འདུ་ཤེས་འཛིན་པའི་ བྱ་སྤྱོད་ཀྱང་ལག་ལེན་བསྟར་དགོས་པ་ཡིན༎ |
| Umschrift (Wylie)                | 'gro ba mi'i rigs rgyud yongs la skyes tsam nyid nas che mthongs dang/ thob thang gi rang dbang 'dra mnyam du yod la/ khong tshor rang byung gi blo rtsal dang bsam tshul bzang po 'don pa'i 'os babs kyang yod/ de bzhin phan tshun gcig gis gcig la bu spun gyi 'du shes 'dzin pa'i bya spyod kyang lag len bstar dgos pa yin// |
| Offizielle chinesische Umschrift | Zhopamii riggyü yongla gyê zamnyinai qê tong tang/ Tobtang ki rangwang zhanyam tu yoi la/ Kong cor rangqungki lozai tang samcü sangbo doin bai oipab gyang yoi/ Têxin paincün jigkijigla pubünkyiduxê zinbai qajoi gyang laglêndar goibayin//                                                                                     |
| Übersetzung                      | Alle Menschen sind frei und gleich an Würde und Rechten geboren. Sie sind mit Vernunft und Gewissen begabt und sollen einander im Geist der Brüderlichkeit begegnen. |

## Buchstaben mit Strichfolge und Aussprache
In der folgenden Tabelle werden die Grundbuchstaben in ihrer üblichen Lernreihenfolge aufgeführt.
Die Silbe in lateinischer Schrift unter jedem tibetischen Buchstaben folgt der Wylie-Schreibung.
Die Über- und Unterstriche gehören nicht zur Wylie-Transliteration, sondern kennzeichnen die Töne, ā bedeutet a mit hohem Ton, a bedeutet a mit tiefem Ton.
Links neben jedem Buchstaben ist ein kleiner Film der die Strichfolge und die Aussprache zeigt.
|     | ཀ    |     | ཁ   |  | ག |  | ང |
| kā  | khā  | ga  | nga |  |   |  |   |
|     | ཅ    |     | ཆ   |  | ཇ |  | ཉ |
| cā  | chā  | ja  | nya |  |   |  |   |
|     | ཏ    |     | ཐ   |  | ད |  | ན |
| tā  | thā  | da  | na  |  |   |  |   |
|     | པ    |     | ཕ   |  | བ |  | མ |
| pā  | phā  | ba  | ma  |  |   |  |   |
|     | ཙ    |     | ཚ   |  | ཛ |  | ཝ |
| tsā | tshā | dza | wa  |  |   |  |   |
|     | ཞ    |     | ཟ   |  | འ |  | ཡ |
| zha | za   | 'a  | ya  |  |   |  |   |
|     | ར    |     | ལ   |  | ཤ |  | ས |
| ra  | la   | shā | sā  |  |   |  |   |
|     | ཧ    |     | ཨ   |  |   |  |   |
| hā  | ā    |     |     |  |   |  |   |